# بیل باراکلاف
بیل باراکلاف (انگلیسی: Bill Barraclough; ۳ ژانویهٔ ۱۹۰۹ – ۶ اوت ۱۹۶۹) بازیکن فوتبال اهل بریتانیا بود.
از باشگاه‌هایی که در آن بازی کرده‌است می‌توان به باشگاه فوتبال پیتربورو یونایتد، باشگاه فوتبال دونکستر راورز، باشگاه فوتبال کولچستر یونایتد، باشگاه فوتبال هال سیتی، باشگاه فوتبال چلسی، و باشگاه فوتبال ولورهمپتون واندررز اشاره کرد.